# Werner Liebich
Werner Liebich (* 12. August 1927 in Görlitz; † 15. März 1994 in Berlin) war ein deutscher Bibliothekar.

## Leben
Werner Liebich studierte Latinistik, Gräzistik, Ägyptologie und Philosophie an der Humboldt-Universität zu Berlin. 1951 legte er dort das Staatsexamen für den höheren Schuldienst ab. Anschließend war er als Assistent an der Deutschen Akademie der Wissenschaft tätig. 1956 wurde er an der Humboldt-Universität promoviert. Im Jahre 1957 trat er in den Bibliotheksdienst ein, zunächst als Voluntär bzw. Bibliotheksreferendar an der Universitätsbibliothek der Freien Universität Berlin, die Fachprüfung am Bibliothekar-Lehrinstitut des Landes Nordrhein-Westfalen legte er 1959 ab. Seither war er als Bibliothekar an der Universitätsbibliothek der FU Berlin tätig, 1969 wurde er ihr stellvertretender Direktor, von 1976 bis 1992 war er dann Leitender Bibliotheksdirektor. In dieser Eigenschaft wirkte er für die bauliche Erweiterung der Bibliothek und die frühzeitige Einführung der Elektronischen Datenverarbeitung.
Als Honorarprofessor an der Freien Universität Berlin hatte er einen Lehrauftrag für Bibliothekswissenschaft inne.

## Schriften
- Zur Arbeit an den Papyri von Herculaneum. In: Wissenschaftliche Annalen zur Verbreitung neuer Forschungsergebnisse. Band 2, 1953, S. 304–313.
- Ein Philodem-Zeugnis bei Ambrosius. In: Philologus. Band 98, 1954, S. 116–131.
- Aufbau, Absicht und Form der Pragmateiai Philodems. Dissertation Humboldt-Universität Berlin 1956.
- Anwendungsmöglichkeiten der Vertikalablage. Ein Beitrag zum Problem der Bearbeitung, Aufbewahrung und Erschließung ungebundener und broschierter Bibliotheksmaterialien (= Arbeiten aus dem Bibliothekar-Lehrinstitut des Landes Nordrhein-Westfalen. Band 18). Greven, Köln 1959.
- (Bearb.): Wilhelm Nestle / Geschichte der griechischen Literatur. 3. Auflage. Zwei Bände. De Gruyter, Berlin 1961/1963.
- (Übers.): Stylianos Alexiou: Minoische Kultur (= Sternstunden der Archäologie. Band 8). Musterschmidt, Göttingen 1976, ISBN 3-7881-1508-4.
- 25jähriges Bestehen der Universitätsbibliothek der Freien Universitat. In: Bibliotheksdienst. Band 11, 1977, S. 158–166.
- Zur Ablieferung von Habilitationsschriften an Universitätsbibliotheken. In: Bibliotheksdienst. Band 15, 1981, S. 257–265.
- (Hrsg.): Führer durch die Bibliotheken der Freien Universität Berlin. 4. Auflage. Berlin 1985.
- (Hrsg.): Die Universitätsbibliothek der Freien Universität Berlin. Berlin 1988.
- Nachruf Wieland Schmidt. In: Zeitschrift für Bibliothekswesen und Bibliographie. Band 37, 1990, S. 193–198.